# Philippe de Commines
Philippe de Commines, vagy Philippe de Commynes (Renescure, Flamand grófság, 1447. – Argenton-les-Vallées, 1511.) francia történetíró, diplomata. Hírnevét elsősorban a 15. század végén írt történeti munkája őrizte meg, amely „Emlékiratok” címen jelent meg (Mémoires, 1524).

## Életpályája
Flamand nemesi családban született. Szüleit korán elvesztette, ezért unokatestvére, Jean de Commynes comines-i kastélyában nőtt fel. Lovagi neveltetést kapott, flamandul és franciául beszélt. 1464-ben Lille-ben bemutatták a burgundi herceg udvarában. Commines a herceg fiának, Charolais grófjának, a későbbi Merész Károly hercegnek (1467–1477) szolgálatába állt. 1465-ben részt vett háborújában és a következő évi büntetőhadjárataiban is a lázadó városok, Liège és Dinan ellen. Jó Fülöp halála után lovaggá ütötték és az új burgundi herceg kamarásává nevezték ki (1467). Merész Károly bizalmasaként diplomáciai feladatokat teljesített. 1471-ben Angliába, Bretagne-ba és Spanyolországba látogatott, hogy segítsen a franciaellenes koalíció kialakításában.
1472-ben, a herceg normandiai hadjárata során azonban elárulta urát és XI. Lajos francia király szolgálatába állt. A király elhalmozta kegyeivel és 1473-ban összeházasította Hèléne de Chambes-val, egy gazdag örökösnővel, akinek hozománya a poitou-i Argenton uradalma volt. Commines a király egyik bizalmasa lett, diplomáciai tevékenységet folytatott. XI. Lajos halálával (1483. augusztus 30.) helyzete kritikussá vált. Összeesküvés szervezése miatt 1487-ben letartóztatták, majd birtokaira száműzték. 1491-ben visszatérhetett az udvarba, elkísérte VIII. Károly francia királyt  itáliai hadjáratára. VIII. Károly halála (1498) után XII. Lajos került a trónra, akihez Commines közel állt ugyan és egy ideig részt is vett a tanácsban, de azután eltávolították. 1505-ben újra megjelent az udvarnál, de 1507 után mint politikusról nincs róla hír. 1511-ben halt meg Argenton-Château-ban.
Commines síremlékét, amelyen az ő és felesége, Hélène de Chambes térdelő alakja is látható, a Louvre-ban őrzik.

## Emlékiratai
Commines 1489-ben, száműzetése idején kezdett el dolgozni emlékiratain, Angelo Catho de Supino bécsi érsek kérésére. Kezdetben csak az érsek használatára szánt segédanyagnak tekintette munkáját, aki XI. Lajos latin nyelvű történetét írta volna meg. Ám fokozatosan tudatosult benne művének önálló értéke. Az Emlékiratokban egyre ritkábban fordult a megrendelőhöz és elkezdte megszólítani leendő olvasóit. Angelo Cato 1496-ban meghalt, de Commines tovább folytatta a munkát.
Az Emlékiratok két nagy részből áll és Európa 1464 és 1498 közötti politikai történetét írja le. Az első, nagyobbik rész Merész Károly és XI. Lajos uralkodását (1464–1483) öleli fel és hat könyvből áll. A második rész, a két utolsó könyv, melyeket több évvel az első rész után írt, VIII. Károly itáliai hadjáratával, annak előkészületeivel és következményeivel foglalkozik, ami az 1483–1498 közötti időszaknak felel meg. 
Commines inkább elemzi, mint megrajzolja a történteket, inkább az események okainak bemutatására, mint leírására törekszik. A két rész között különbség van a tartalom mélységét illetően. Commines sokkal jobban ismerte az események menetét Merész Károly és XI. Lajos uralkodása idején, mivel különböző időszakokban mindkettőjük közeli munkatársa volt. VIII. Károly alatt politikusként háttérbe szorult, a második részben kevésbé látja át az történések okait.
Commines biztos ítéletű történetíró és egyúttal moralista is. Nem elégszik meg a történeti események száraz elmondásával, hanem erkölcsi tanulságokat is levon belőlük. Védelmébe veszi a királyságot a hatalmas főurak túlkapásaival szemben, de kivánatosnak tartja, hogy a királyi hatalmat a rendi gyűlések ellenőrizzék és korlátozzák. Az eszközökben, melyeket az uralkodók figyelmébe ajánl, nem válogatós, amellett buzgó keresztény, aki hisz az isteni gondviselésben. A Mémoires nyelvezete nem mondható különösebben gazdagnak, a kifejezésmód inkább még középkori, a stílusa körülményes.
A mű kéziratban és 16. századi kiadásokban maradt fenn. Először 1524-ben jelent meg Párizsban és azonnal népszerű lett, a 16–17. században számos európai nyelvre lefordították.
A 20. századi irodalomtörténészek közül Jean Dufournet (1933–2012) foglalkozott behatóan az Emlékiratokkal és szerzőjével. (La destruction des mythes dans les mémoires de Philippe de Commynes (Genève, Droz, 1966) és későbbi munkái).
Dobossy László „a történeti események és cselekvő személyek megértésének tisztult igényét”, a bemutatott kor pontos rajzát dicséri és hozzáteszi: Franciaországban „A történetírás valójában az ő munkájával mond búcsút a költészetnek, s kerül közelebb a tudományhoz meg a bölcselethez. Másrészt, Commynes szellemi magatartásában… már a humanizmus előszelét érezzük.”